# Gregorius XVII
Er zijn drie pausen, of twee mogelijke pausen, met de naam Gregorius XVII.
- Volgens de sedevacantisten zou in 1958 niet Angelo Roncalli, die de naam paus Johannes XXIII aannam, maar kardinaal Giuseppe Siri (gestorven in 1989) wettig gekozen zijn. Siri, die bekendstond als een beschermeling van paus Pius XII, zou met de vereiste meerderheid gekozen zijn. Door een kerkrechtelijk ontoelaatbare tussenkomst in het conclaaf van een organisatie van buiten dat conclaaf zouden echter met name de Franse kardinalen besloten hebben Siri tot troonsafstand te dwingen. Hij zou de naam Gregorius XVII gekozen hebben en gereed hebben gestaan om zich aan het volk op het Sint-Pietersplein te presenteren. De jure zou hij ongeldig, want onder dwang, afstand gedaan hebben van het pontificaat, en dan ook paus gebleven zijn. Wanneer het waar zou zijn dat hij gekozen werd, is hij geen "tegenpaus" geweest. Inmenging van buiten tijdens het strikt besloten conclaaf van kardinalen moet als zeer onwaarschijnlijk worden gezien.

- De Spanjaard Clemente Domínguez y Gómez (Sevilla, 23 april 1946 - El Palmar de Troya, 22 maart 2005) was voor zijn aanhangers Gregorius XVII. Hij riep zichzelf in 1978 tot paus uit en ontkende de rechten van paus Johannes Paulus I en II. Voor anderen is hij Tegenpaus Gregorius XVII.

- De Canadees Jean Grégoire de La Trinité, alias Jean-Gaston Tremblay, (1928-2011) noemde zichzelf Gregorius XVII of Johannes-Gregorius XVII.

Het Vaticaan en het overgrote gedeelte van de katholieken erkennen deze drie Gregorii niet. Wanneer een toekomstige paus zich Gregorius noemt, zal hij Gregorius XVII heten.